# Giovanni Enriques
Giovanni Enriques (Bologna, 24 gennaio 1905 – Milano, 21 maggio 1990) è stato un dirigente d'azienda e editore italiano.

## Cronologia
1905
Nasce il 24 gennaio a Bologna dal matematico Federigo Enriques e da Luisa Coen. È l'ultimo di tre figli, preceduto da Alma (1900) e Adriana (1902). La famiglia, da metà Ottocento residente a Livorno, ma con propaggini in Tunisia, appartiene alla buona borghesia ebraica laicizzante.
1915-22
Frequenta a Bologna il Liceo-Ginnasio Galvani (indirizzo «moderno»). Nelle vacanze estive nell'Appennino tosco-emiliano, fa amicizia con i fratelli Carlo e Nello Rosselli. Nell'ottobre 1922, al seguito del padre chiamato alla cattedra di Geometria a Roma, si trasferisce nella capitale, iscrivendosi al Liceo Tasso.
1923
Si diploma al «Tasso» e si iscrive al biennio di Fisica e Matematica, propedeutico al triennio della Scuola di Ingegneria. Conosce Enrico Fermi e molti dei «Ragazzi di via Panisperna», diventando soprattutto amico di Emilio Segrè, anche per la comune passione per la montagna.
1929
Il 15 novembre si laurea in Ingegneria Civile, con una tesi in elettrotecnica.
1930
Il 1º febbraio visita a Ivrea l'Olivetti e, dopo un colloquio con Adriano Olivetti, entra nell'azienda. Per qualche mese farà l'apprendista operaio; poi, a poco a poco, avrà mansioni di maggior rilievo e comincerà a essere apprezzato dal fondatore, Camillo Olivetti. In fabbrica già lavorava l'ingegner Gino Levi (poi Martinoli), il futuro direttore tecnico dell'Olivetti, che diventerà uno dei suoi più cari
amici.
1931
In maggio lascia l'Olivetti per recarsi poco dopo negli Stati Uniti, dove farà esperienze varie (aziendali e non), per un anno circa.
1932
In autunno viene riassunto da Camillo Olivetti, il quale ne favorisce una rapida carriera, tra Bologna e Milano.
1936
In giugno è nominato direttore dell'Ufficio Esteri dell'Olivetti e comincia a viaggiare vorticosamente.
In agosto, durante le vacanze estive, conosce Emma Cosattini (figlia dell'avvocato udinese Giovanni Cosattini, noto antifascista, deputato
socialista fino al '26). Si sposano il 25 ottobre e avranno tre figli: Luisa (1938-1940), Lorenzo (1939) e Federico (1941).
1938
Nel tardo autunno, dopo l'emanazione delle «leggi razziali», è  trasferito per motivi prudenziali temporaneamente a Parigi, presso una consociata della Olivetti.
1939-43
Rientrato a Ivrea dopo qualche mese, continua il proprio lavoro, pur con le inevitabili difficoltà connesse al periodo bellico e alla legislazione antisemita.
1943
Il 9 settembre partecipa a una prima riunione antifascista di dipendenti dell'Olivetti. Due giorni dopo, in rappresentanza del Pli, entra nel «Comitato interpartitico» aziendale, fulcro del Cln di Ivrea.
Il 16 ottobre muore a 25 anni la moglie Emma, di febbre tifoidea.
1944
Nel febbraio Adriano Olivetti, a rischio d'arresto, si rifugia in Svizzera. La Olivetti rimane affidata a un triumvirato: Martinoli, Enriques e Giuseppe Pero (direttore amministrativo). La collaborazione con la Resistenza è molto stretta.
Enriques si fa fabbricare un falso certificato di arianizzazione. A fine anno (o forse nel gennaio seguente) convince un ufficiale tedesco a non far saltare la fabbrica, facendogli balenare una lauta ricompensa a guerra finita.
1945
Lunedì 7 maggio l'Olivetti, che aveva di molto rallentato la produzione negli ultimi mesi di guerra, riapre i battenti. Poco dopo, Adriano e i suoi parenti tornano
dalla Svizzera e riprendono il controllo dell'azienda. Martinoli, destinato alla Hispano-Olivetti, si dimette. Pero torna alle sue normali mansioni. Enriques è nominato direttore della filiale di Roma, dove comincia a esaminare nuove proposte di lavoro. Ma ben presto sarà richiamato alla direzione commerciale, per aprire la filiale inglese dell'azienda.
Milita nell'ala sinistra del Pli (leader Nicolò Carandini) e collabora al quotidiano «Risorgimento Liberale», diretto da Mario Pannunzio.
1946
Lo zio Isaia Levi – che aveva sposato Nella Coen, sorella di sua madre – gli dona, ancora in vita, la maggioranza delle Penne Aurora e circa un terzo del pacchetto di controllo della Zanichelli (gli altri due terzi alle sorelle Adriana e Alma, che rileverà rispettivamente nel 1959 e nel 1960).
1947
Viene nominato direttore generale della Olivetti (assieme a Giuseppe Pero).
1948
Assume la presidenza della Zanichelli, delegandone però la gestione al direttore generale Ezio della Monica.
1951
Fonda a Torino l'Editoriale Aurora Zanichelli, che pubblicherà, nel corso di una decina d'anni, sette Annuari e otto volumi di Enciclopedie monografiche.
In ottobre, va a vivere a Torino, in piazza Cavour 10.
1953
In febbraio dà le dimissioni dalla Olivetti, per divergenze con Adriano circa la gestione dell'azienda. Accetta comunque un contratto di consulenza per due anni.
Qualche mese dopo, assume la direzione dell'Ipsoa (Istituto Post-Universitario per lo Studio dell'Organizzazione Aziendale), sostenuto soprattutto dall'Olivetti, dalla Fiat e dall'Unione Industriale di Torino.
1955
Alla fine dell'anno lascia il Pli, in opposizione alla linea assunta dal segretario Giovanni Malagodi sulla competenza dei tribunali militari a giudicare in tempo di pace i militari in congedo.
1956
Abbandona la direzione dell'Ipsoa e stipula un contratto di consulenza con l'Imi (Istituto Mobiliare italiano) presieduto da Stefano Siglienti, che si protrarrà fin verso la metà degli anni Settanta, con importanti iniziative soprattutto nel campo turistico in Sardegna (Parabola d'Oro).
Il 24 settembre sposa in seconde nozze Jose Bozzi, rimasta vedova del marito Roberto Biscaretti di Ruffia due anni prima.
1957
Si trasferisce con la famiglia a Milano, in piazza Belgiojoso 2. Nel 1964 andrà ad abitare in piazza Castello 4.
1959
Decide di occuparsi a fondo del rilancio della Zanichelli e procede quindi a un graduale ricambio dei vertici e a investimenti volti a una modernizzazione dell'azienda. Un anno dopo il figlio Federico comincerà un apprendistato, che lo porterà gradualmente alla guida della casa editrice. Il fratello Lorenzo, fisico, lo affiancherà nel 1978.
1961
Cede il controllo delle Penne Aurora all'ingegner Franco Verona.
1970-74
Partecipa alla Giunta confederale della Confindustria, con la carica di «consigliere incaricato», cioè con la delega a occuparsi del Centro studi.
1987
Lascia la presidenza della Zanichelli e ne diventa Presidente onorario.
1990
Muore a Milano il 21 maggio, dopo una lunga malattia.